# Гарантований інвестиційний сертифікат
Гарантований інвестиційний сертифікат (фр. certificat de placement garanti, CPG, англ. Guaranteed Investment Certificate, GIC) — поширений у Канаді різновид інвестиції, з яким пов'язаний гарантований рівень доходу протягом певного періоду. Як правило, такі сертифікати випускають трастові товариства (sociétés de fiducie), банки або кредитні каси (caisses populaires).
Через низький рівень ризику прибуток від такої інвестиції зазвичай нижчий порівняно з іншими інвестиціями, такими, як акції, облігації або інвестиційні фонди. Як правило, прибуток стає негативним після оподаткування та інфляції.